# Rue Nerudova
La rue Nerudova  est une voie de Prague.

## Situation et accès
C'est une importante rue du quartier de Malá Strana à Prague 1 qui grimpe de la place de Mala Strana vers l’ouest jusqu’au Château de Prague. 

## Origine du nom
Elle porte le nom de l'écrivain et poète tchèque Jan Neruda qui y vécut. C’est l’une des rues les plus intéressantes de Prague, qui fait partie de l'ancienne Route Royale, par où le cortège de couronnement des rois tchèques traversait le pont Charles jusqu'au château. Au sommet, elle débouche dans la rue Ke Hradu (en direction du château de Prague) et Uvoz (en direction du monastère de Pohořelec et de Strahov). Les Escaliers de la Mairie s’élèvent également au nord-ouest de cet endroit.

## Historique

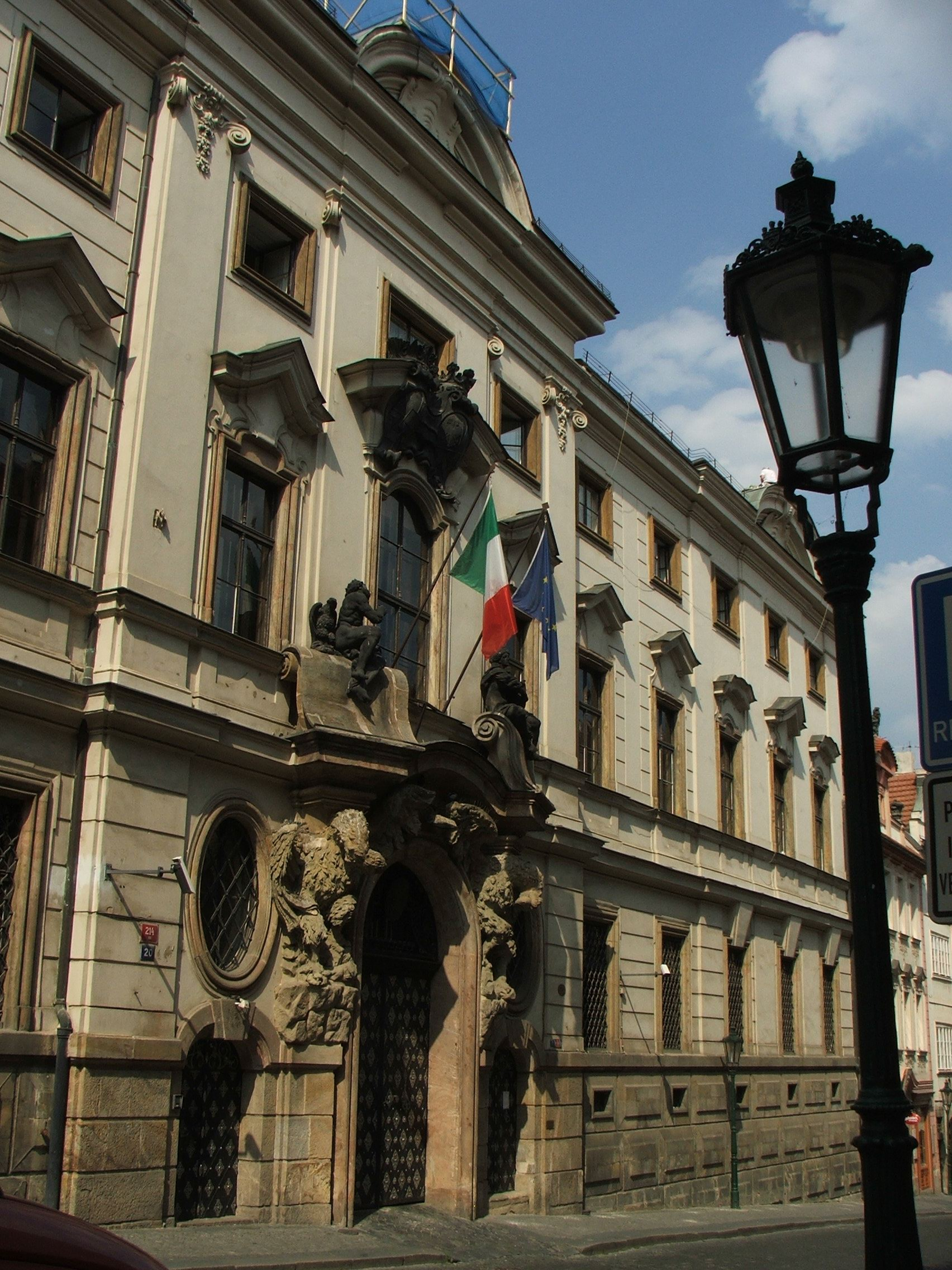
Palais Kolovrat, siège de l'ambassade d'Italie

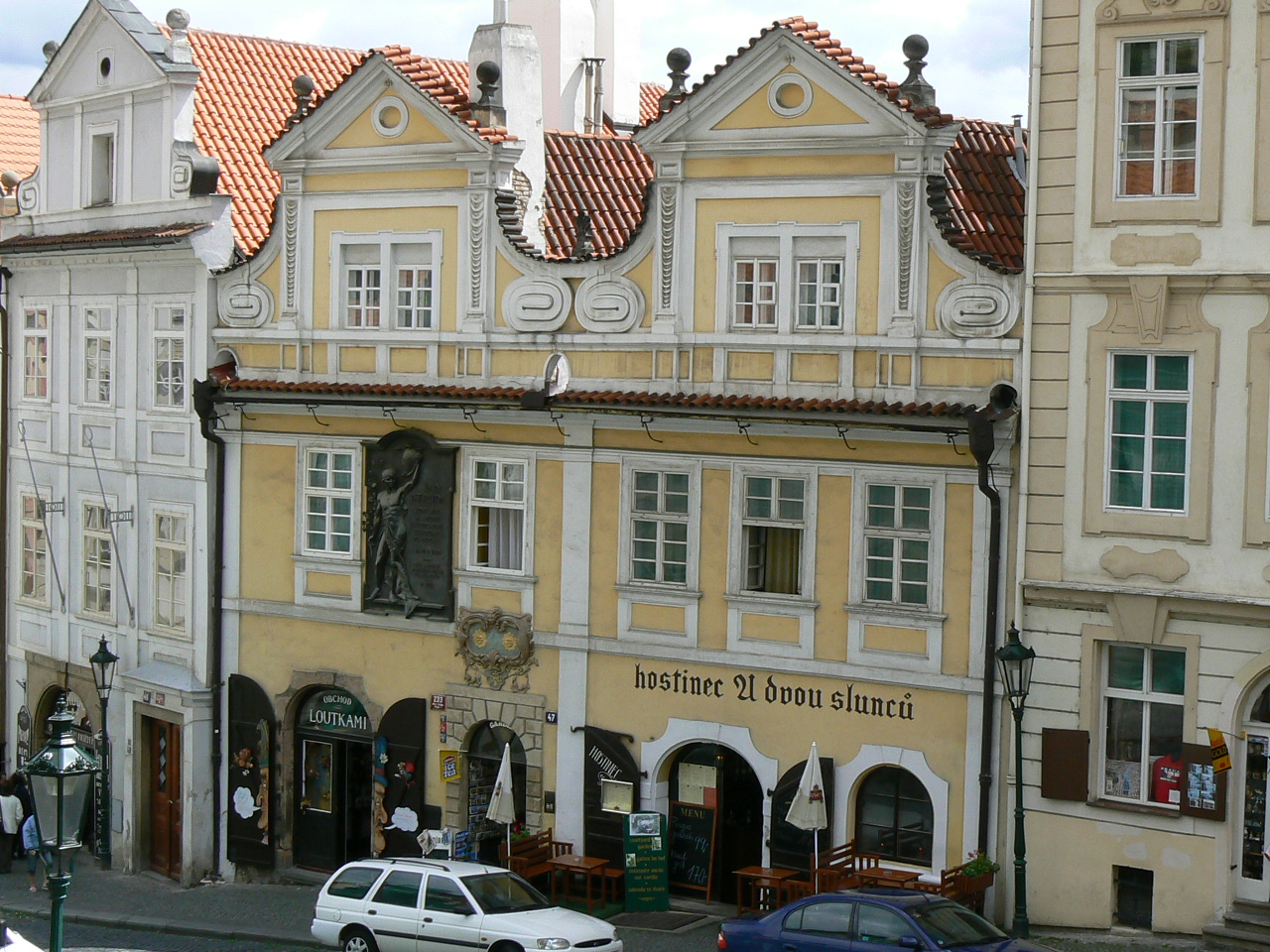
Maison Aux Deux soleils, où vivait Jan Neruda

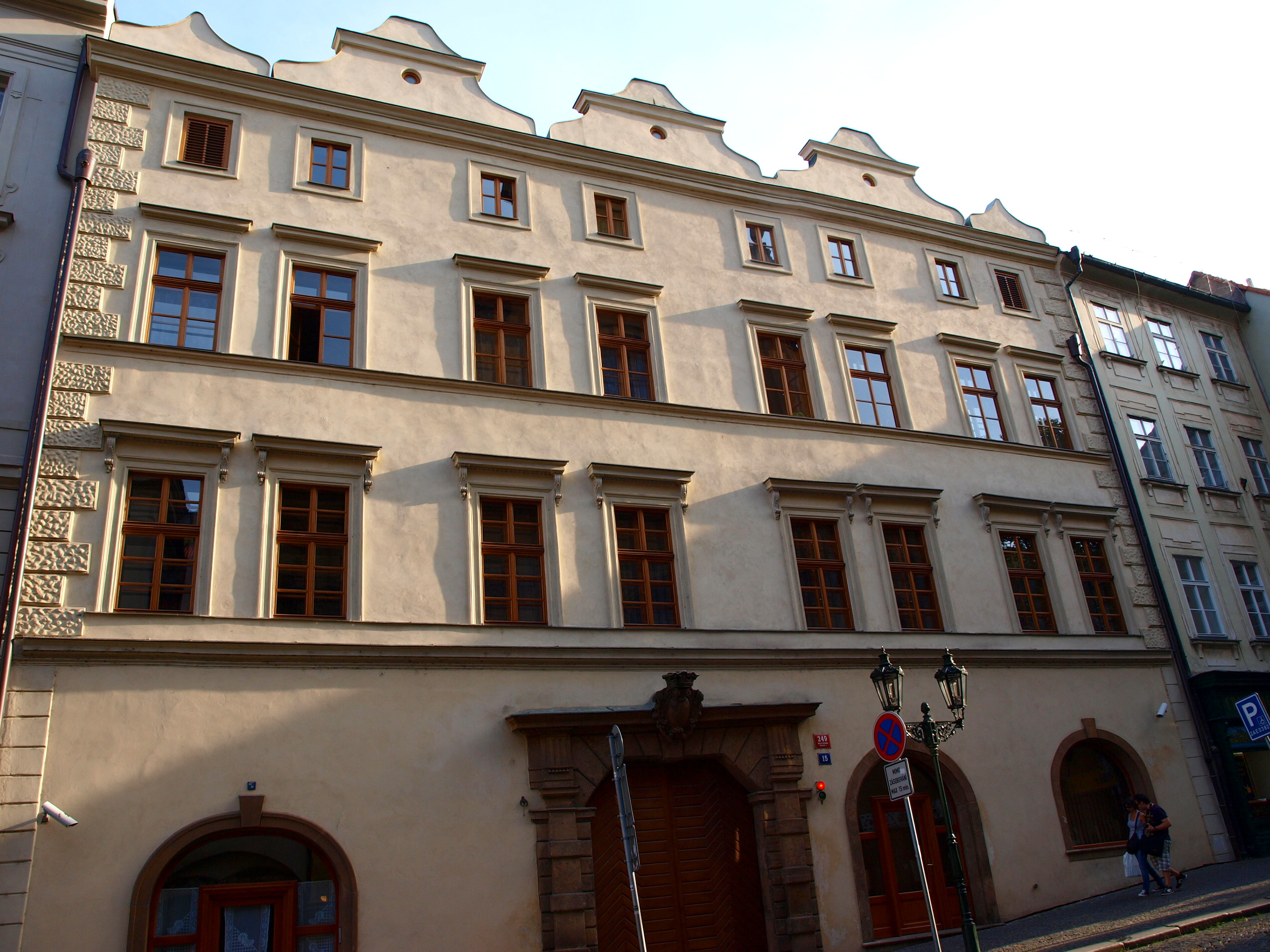
Palais Kinsky

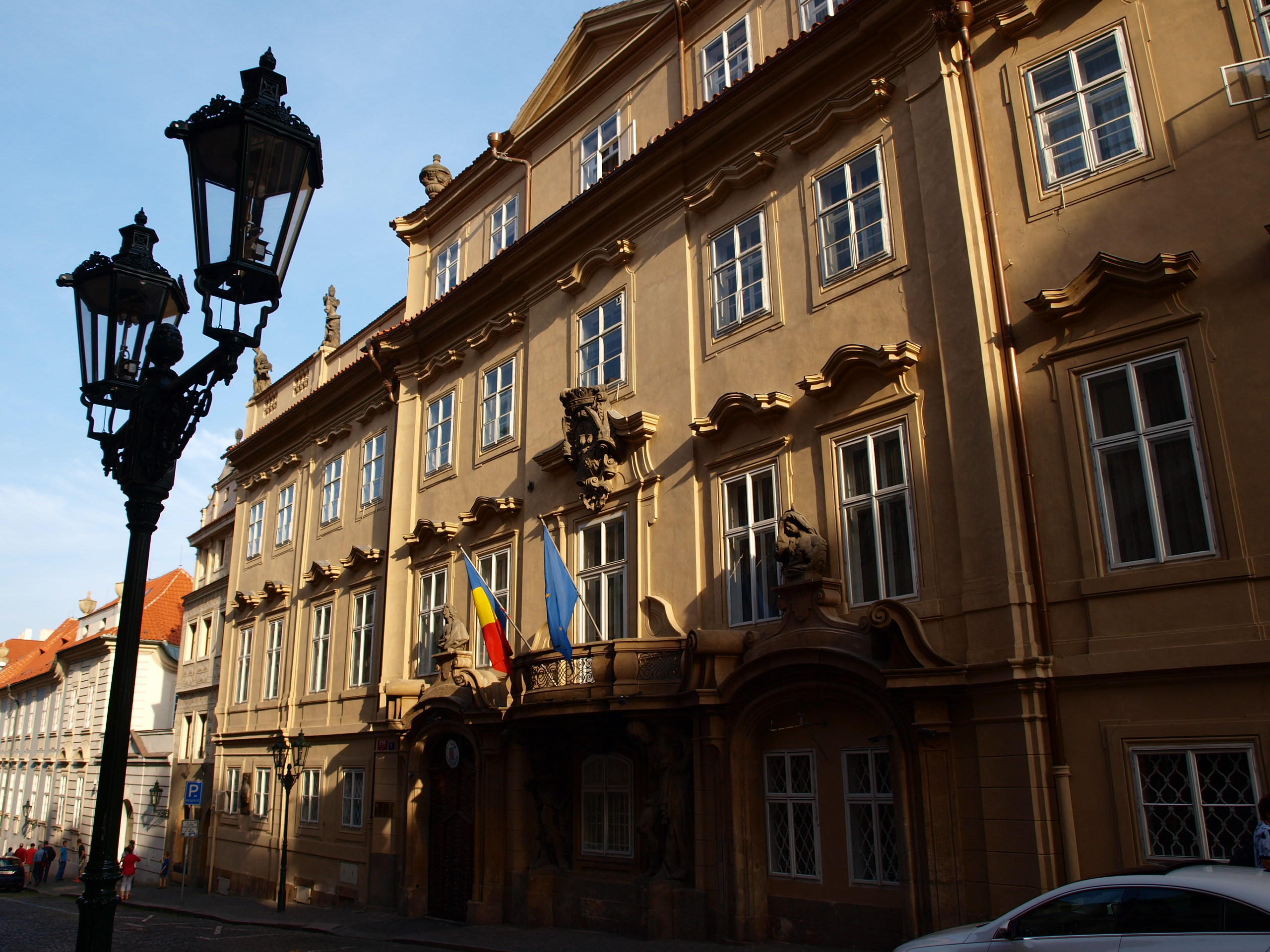
Palais Morzin, siège de l'ambassade de Roumanie

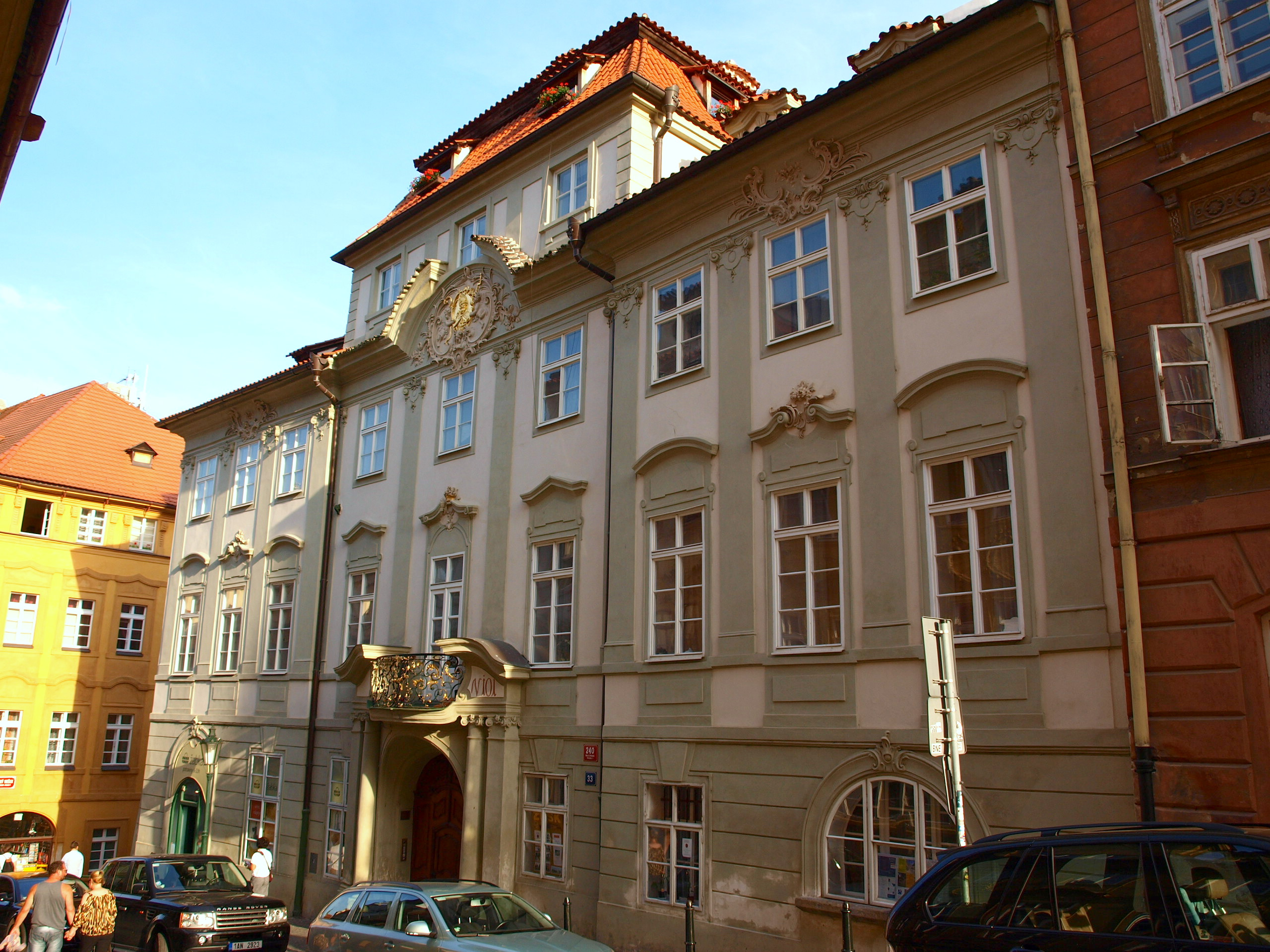
Palais Bretfeld

Le tracé de la rue a été établi lors du rétablissement de Malá Strana sous Přemysl Ottakar II en 1267, il formait le principal axe ouest-est de Mala Strana. À cette époque, il se terminait à la porte Strahov, où la rue Uvoz se poursuit encore de nos jours.
En 1895, la rue a été renommée d'après l'écrivain et poète tchèque Jan Neruda, qui a vécu ici, dans la Maison Aux Deux Soleils, comme une plaque le rappelle.
Du 3 mars 1908 au 17 novembre 1909, la première ligne de bus de Prague (et probablement la première ligne de bus des pays tchèques) passait par la rue Nerudova, à cette époque sous la marque « Omnibusy král. hlav. de la ville de Prague ». En raison d'accidents répétés et du manque de fiabilité de la technologie à cette époque, d'autres lignes de bus ont été introduites à Prague uniquement à partir de juin 1925 et principalement en dehors du centre de Prague.

## Bâtiments remarquables et lieux de mémoire
Les maisons, souvent marquées d'un blason ou d'une enseigne typique, sont pour la plupart d'origine médiévale, avec des caves gothiques voûtées, ont été reconstruites à la Renaissance après l'incendie de 1541 et ont toutes des étages avec des plafonds à poutres peintes et une façade de style baroque ou classiciste. En revanche, pour la construction de grands palais baroques, les maisons précédentes ont été en grande partie démolies.
- 1/258 : Le palais Liechtenstein, aujourd'hui siège de l'Académie des arts de la scène, a une entrée sur la place Malostranske.
- 4/206 : À l'Ancre d'or et Aux trois cerfs d'or du XVIIIe siècle
- 5/256 : Le palais Morzin, construit en 1714, siège de l'ambassade de Roumanie.
- 6/207 : À l'Aigle Rouge, médiévale, avec une façade du XVIIIe siècle
- 12/210 : Aux Trois Violons ou Rabštejnský
- 14/211 : Maison Valkoun, achetée et reconstruite en 1705 par JB Santini, façade vers 1750
- 15/249 : Palais Kinský, également A la Couronne d'or ou Marštalkovský, reconstruit par F. Lurago après 1683
- 16/212 : A la Coupe d'Or, avec un signe de guilde et l'orfèvre baroque Diesbach
- 18/213 : St Jean Népomucène, baroque
- 20/214 : Palais de Thoune ou Palais Kolovrat, siège de l'ambassade d'Italie. Construit en 1716-1721 selon les plans de JB Santini avec une décoration sculpturale de MB Braun.
- Église Notre Dame de Constantin Assistance et Saint Kajetána, de 1691, peut-être selon les plans de JB Mathey
- 25/244 : À l'âne au berceau, reconstruit en 1706 ; a inspiré Neruda pour un de ses récits
- 28/217 : À la Roue d'or, Renaissance avec une façade vers 1790
- 29/242 : Au Bonaparte
- 31/241 : Aux Sept Batailles, reconstruit en 1723
- 32/219 : Au lion d'or, avec une vieille pharmacie (aujourd'hui Musée de la pharmacie) et une plaque commémorative de Václav Vilém Štech
- 33/240 : Palais Bretfeld, (avec des statues allégoriques baroques de l'Eté et de l'Hiver), avant 1769. Nom d'après l'avocat FJ Bretfeld, recteur de l'Université de Prague et célèbre bon vivant, qui a tenu des bals ici. Casanova et Mozart y demeurèrent.
- 34/220 : Au Fer à Cheval doré, probablement d'après le plan de U. Aostalli avant 1579 avec une façade baroque tardive
- 36/221 : Aux Auxiliaires de la Vierge Marie, Renaissance avec façade avant 1728
- 41/236 : Au lion rouge, reconstruit en 1726
- 43/235 : Le crabe vert, gothique, reconstruit en 1734
- 47/233 : Les Deux Soleils, Renaissance, reconstruit avant 1690, avec une plaque commémorative sur le séjour de Jan Neruda
- 49/232 : Au cygne blanc, baroque
- 51/231 : Au cerf vert, médiéval, reconstruit en 1819[1]

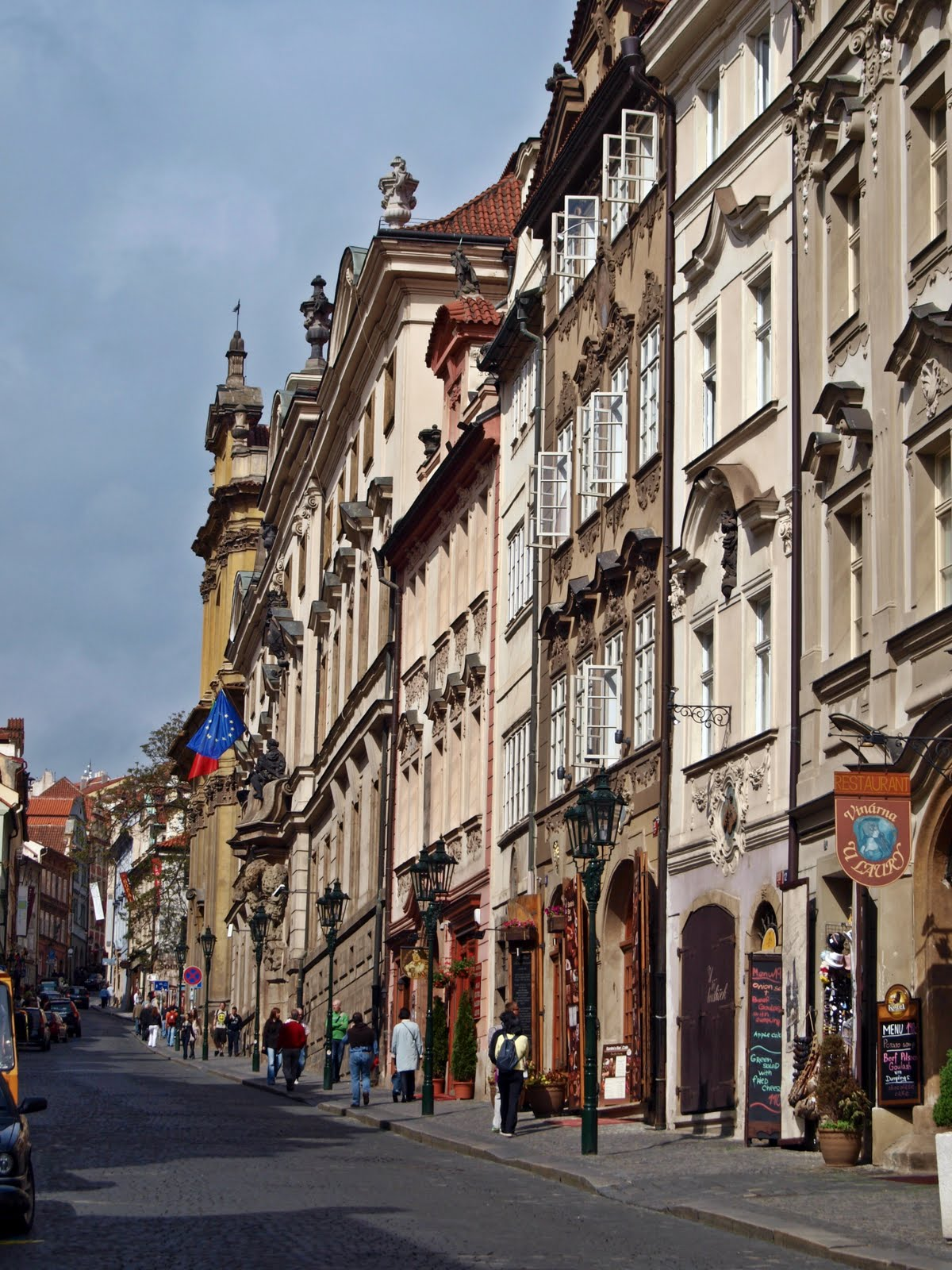
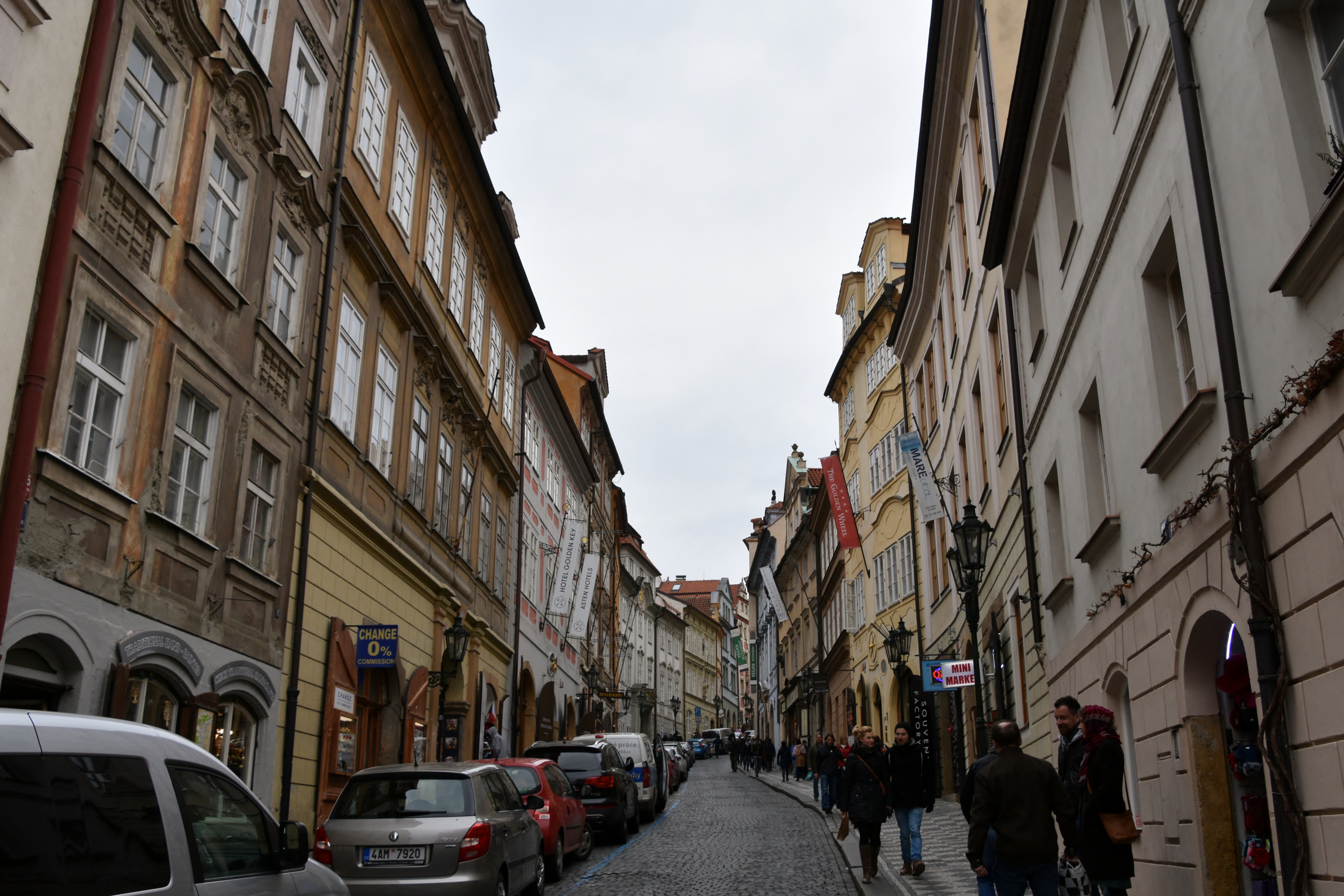
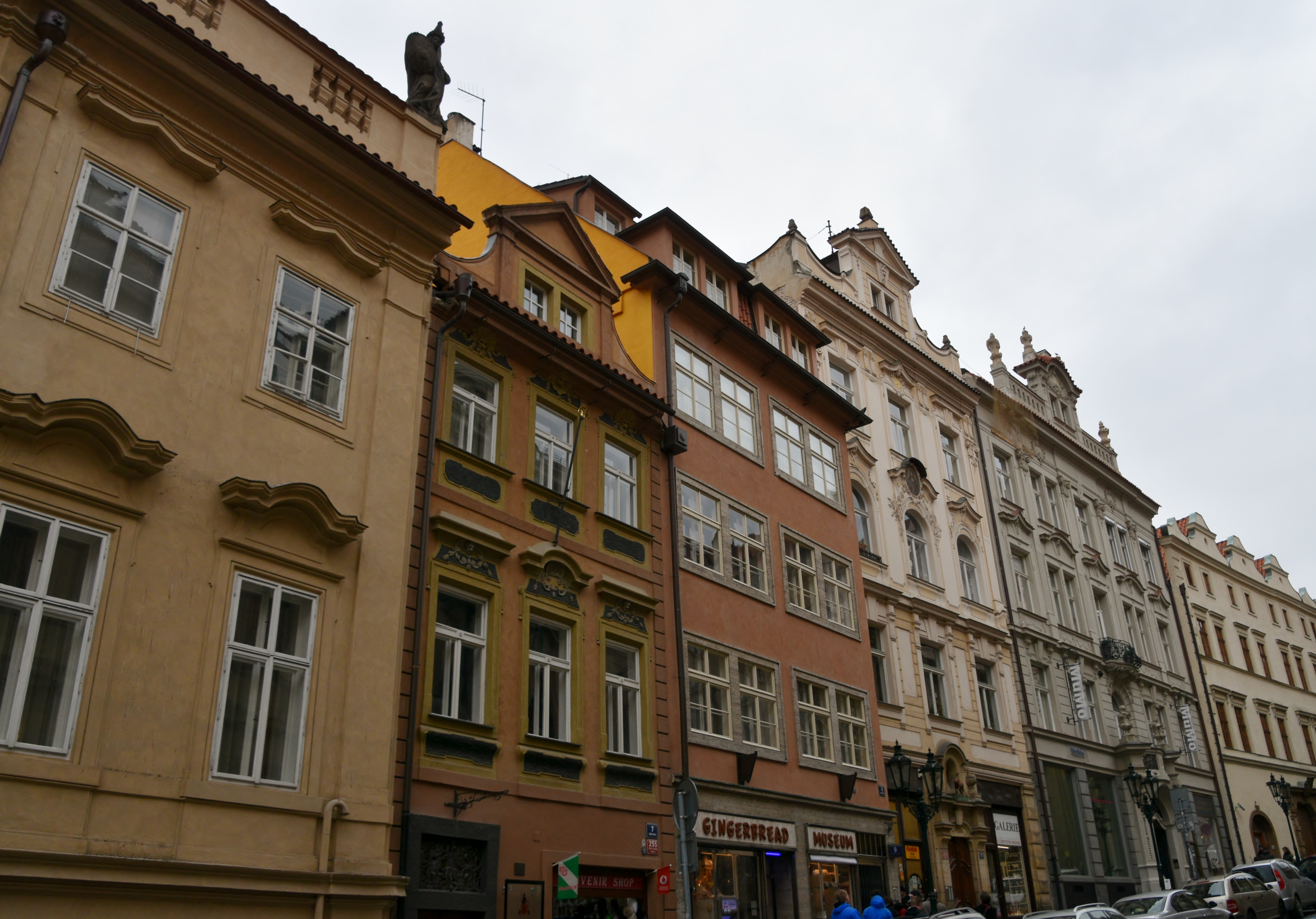
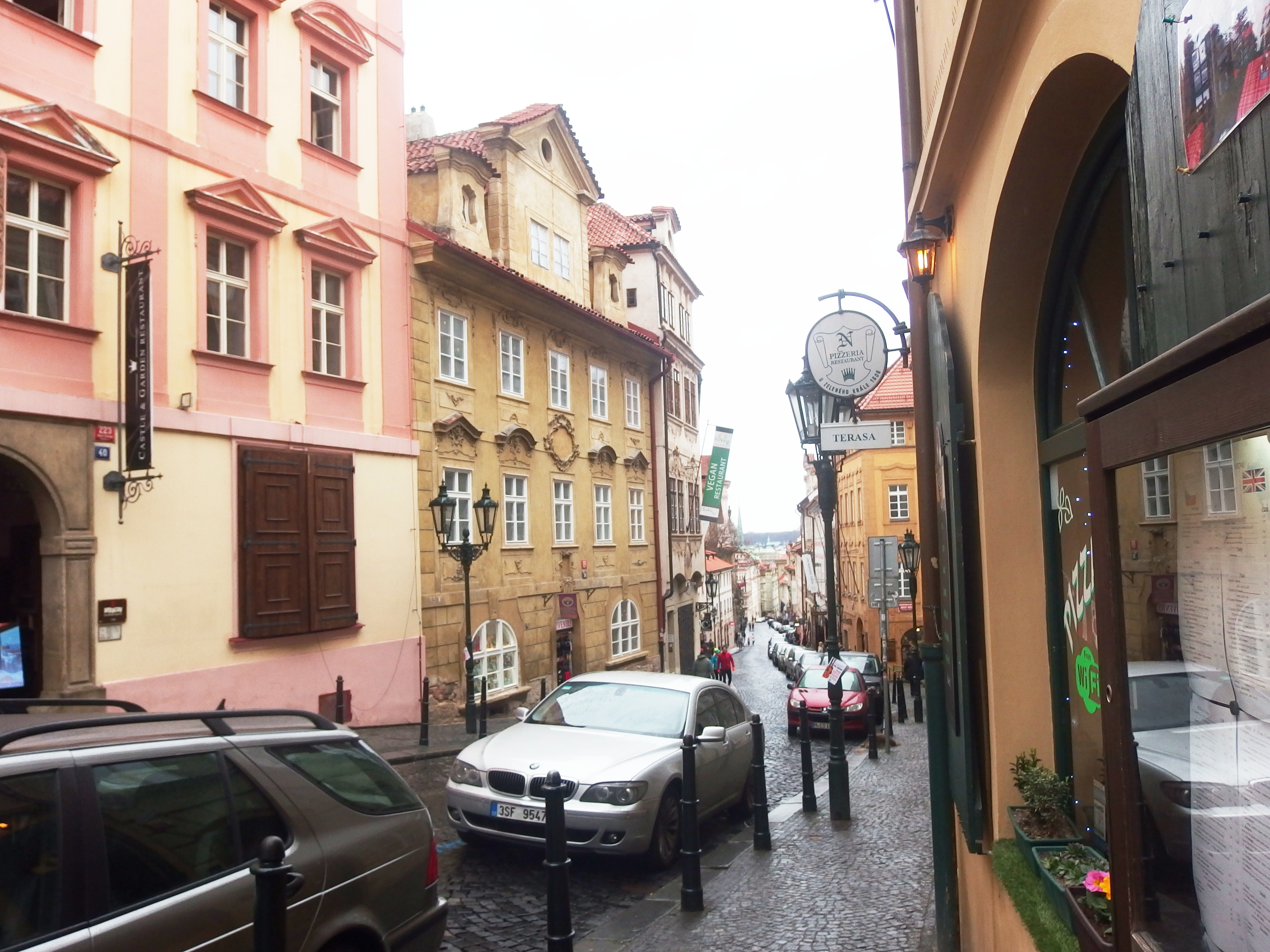

## Littérature
- (cs) Marek Lašťovka et al., Prague Uličník [« Encyclopédie des noms d'espaces publics de Prague »], vol. 1, t. AN, Praha, Libri, 1997, p. 590.
- (cs) Pavel Vlček et al., Umělecké památky Prahy. Malá strana [« Monuments artistiques de Prague. Mala Strana »], Prague, Académia, 1999.
- (cs) Ruth František, Kronika královské Prahy a obcí sousedních, Praha, Pavel Körber, 1903-1904, 1246 p. (lire en ligne), « Nerudova », p. 778-790.